# Делойт (Айова)
Делойт (англ. Deloit) — місто (англ. city) в США, в окрузі Кроуфорд штату Айова. Населення — 250 осіб (2020).

## Географія
Делойт розташований за координатами 42°5′50″ пн. ш. 95°19′3″ зх. д. / 42.09722° пн. ш. 95.31750° зх. д. (42.097142, -95.317464).  За даними Бюро перепису населення США в 2010 році місто мало площу 1,08 км², уся площа — суходіл.

## Демографія
Згідно з переписом 2010 року, у місті мешкали 264 особи в 109 домогосподарствах у складі 71 родини. Густота населення становила 244 особи/км².  Було 123 помешкання (114/км²).
Расовий склад населення:
| - 87,5 % — білих - 11,0 % — осіб інших рас |

До двох чи більше рас належало 1,5 %. Частка іспаномовних становила 22,0 % від усіх жителів.
За віковим діапазоном населення розподілялося таким чином: 25,8 % — особи молодші 18 років, 59,8 % — особи у віці 18—64 років, 14,4 % — особи у віці 65 років та старші. Медіана віку мешканця становила 36,0 року. На 100 осіб жіночої статі у місті припадало 95,6 чоловіків;  на 100 жінок у віці від 18 років та старших — 92,2 чоловіків також старших 18 років.
Середній дохід на одне домашнє господарство  становив 36 300 доларів США (медіана — 33 500), а середній дохід на одну сім'ю — 40 862 долари (медіана — 36 528). Медіана доходів становила 35 139 доларів для чоловіків та 25 357 доларів для жінок. За межею бідності перебувало 24,4 % осіб, у тому числі 36,0 % дітей у віці до 18 років та 24,7 % осіб у віці 65 років та старших.
Цивільне працевлаштоване населення становило 155 осіб. Основні галузі зайнятості: виробництво — 45,8 %, освіта, охорона здоров'я та соціальна допомога — 14,8 %, роздрібна торгівля — 9,0 %, науковці, спеціалісти, менеджери — 6,5 %.